# Sandhikharka
Sandhikharka (nep. सन्धिखर्क) – gaun wikas samiti w zachodniej części Nepalu w strefie Lumbini w dystrykcie Arghakhanchi. Według nepalskiego spisu powszechnego z 2011 roku liczył on 3821 gospodarstw domowych i 13 825 mieszkańców (7159 kobiet i 6666 mężczyzn).